# Poker en 1971
Cet article résume les événements liés au monde du poker en 1971.

## Tournois majeurs

### World Series of Poker 1971
À compter de cette édition, les World Series of Poker abandonnent le format du cash game au profit du tournoi pour désigner le vainqueur et plusieurs tournois sont disputés, en plus du Main Event. Johnny Moss remporte le Main Event, devenant le premier joueur à le remporter deux années de suite.